# Frédéric d'Orange-Nassau
Frédéric d'Orange-Nassau (Willem Frederik Karel), prince des Pays-Bas, prince de Luxembourg, prince d'Orange-Nassau, né à Berlin le 28 février 1797 et mort à Wassenaar le 8 septembre 1881, est le deuxième fils Guillaume Ier (roi des Pays-Bas de 1815 à 1840) et de son épouse Wilhelmine, petite-nièce de Frédéric II de Prusse.
Formé à l'art militaire pendant sa jeunesse en Prusse, il sert ensuite le jeune royaume des Pays-Bas comme administrateur de sa nouvelle armée.

## Jeunesse
Le prince Frédéric d'Orange-Nassau grandit à la cour des rois de Prusse : à celle de son grand-père Frédéric-Guillaume II pendant quelques mois, puis à celle de son oncle Frédéric-Guillaume III. Un de ses professeurs est Carl von Clausewitz. À l'âge de 16 ans, le prince participe à la bataille de Leipzig.
Il rentre aux Pays-Bas en décembre 1813. Comme il ne parle pas le néerlandais, il est envoyé à l'université de Leyde pour se mettre à niveau.
À l'âge de 18 ans, il était présent au célèbre Bal de la duchesse de Richmond le 15 juin 1815.

## Prince des Pays-Bas

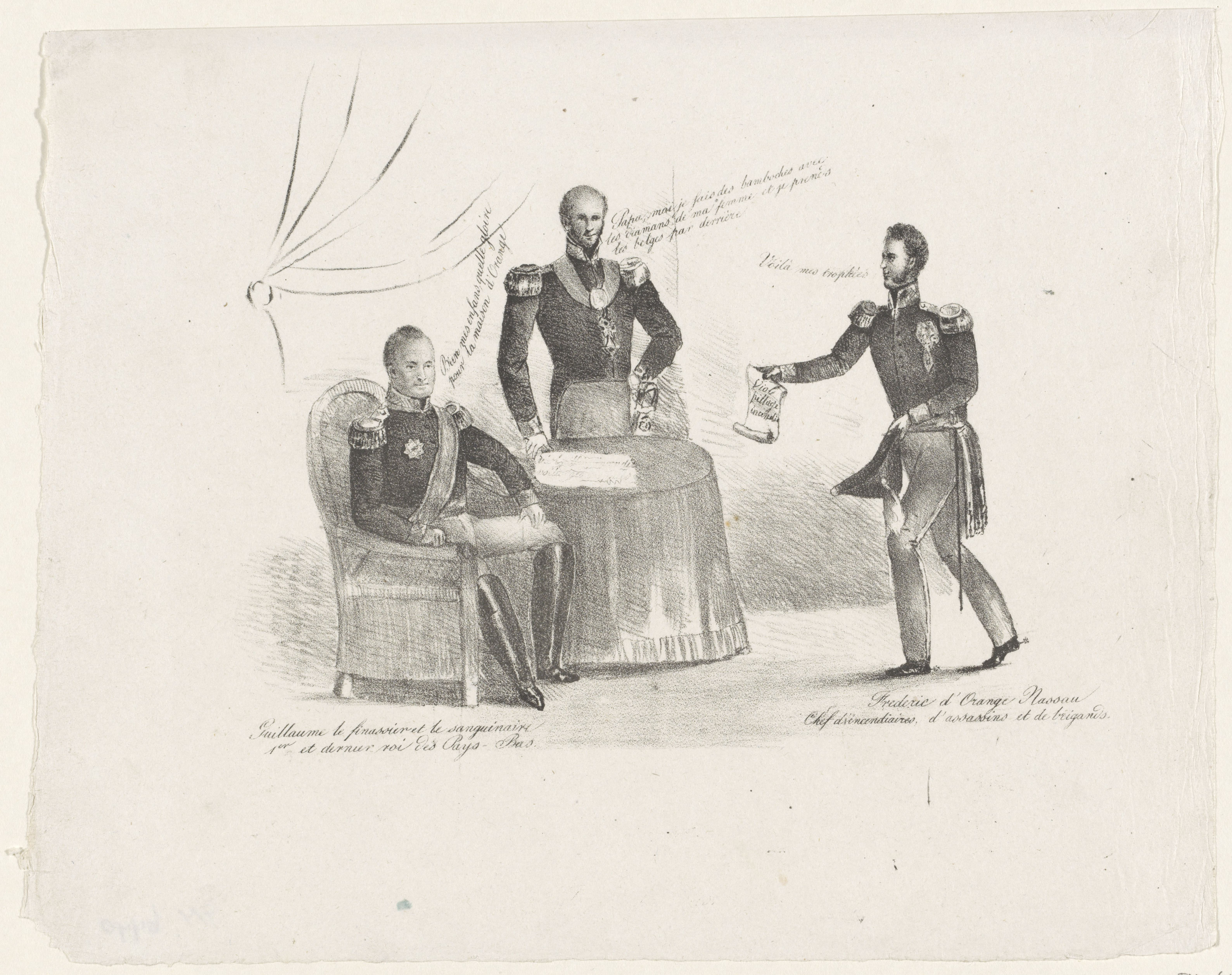
Lithographie satirique de la révolution belge, représentant le souverain du Royaume uni des Pays-Bas, Guillaume Ier d'Orange-Nassau et ses deux fils, les princes Guillaume et Frédéric.

Frédéric d'Orange-Nassau est nommé commissaire général du Département de la guerre en 1826 et réorganise l'es forces armées du Royaume uni des Pays-Bas selon le modèle de l'armée prussienne. Il fonde l'académie militaire de Bréda et équipe l'armée en armes modernes.
En 1829, Frédéric est pressenti pour le trône de Grèce, mais il refuse d'être en lice parce qu'il ne veut pas être roi d'un pays dont il ne connaît ni la langue ni les traditions.
Au cours de la révolution belge de 1830, il commande les troupes envoyées à Vilvorde pour mater l'insurrection mais subit une défaite aussi majeure qu'inattendue contres les volontaires belges lors des Journées de Septembre à Bruxelles. Après la proclamation de l'indépendance de la Belgique et le déclenchement de la guerre belgo-néerlandaise, son armée en déroute, commandée par le duc Bernard de Saxe-Weimar-Eisenach, est progressivement repoussée jusqu'à la nouvelle frontière entre la Belgique et les Pays-Bas lors de la campagne de Flandre. Le Prince d'Orange trouve alors refuge à Anvers mais doit évacuer la ville lorsque celle-ci est finalement conquise par les révolutionnaires, fin octobre. L'année suivante, il prend part à la campagne des Dix-Jours en août 1831, qui est une nouvelle défaite néerlandaise.
Quand son père abdique en 1840 au profit de son frère aîné, Guillaume II, Frédéric se retire de la vie publique. Mais à la mort de clui-ci en 1849, le nouveau roi Guillaume III, neveu de Frédéric, rappelle le Prince d'Orange à la fonction publique en le nommant inspecteur général de des forces armées néerlandaises, fonction qu'il exerce jusqu'en 1868, date de sa démission en raison de l'absence de soutien à ses plans de modernisation.

## Mariage et descendance
Frédéric d'Orange-Nassau a épousé le 21 mai 1825 sa cousine Louise de Prusse (1808-1870), fille du roi Frédéric-Guillaume III et de la reine Louise. Ils ont eu quatre enfants :
- Louise (1828-1871), épouse en 1850 de Charles XV, roi de Suède (1826–1872) ;
- Frédéric (1833-1834) ;
- Guillaume (1836-1846) ;
- Marie (1841-1910), épouse en 1871 de Guillaume, prince de Wied (1845-1907), frère d'Élisabeth de Wied, reine de Roumanie.